# Alje Schut
Alje Schut (Utrecht, 18 febbraio 1981) è un ex calciatore olandese, di ruolo difensore.

## Palmarès

### Club

#### Competizioni nazionali
- Coppa dei Paesi Bassi: 2

Utrecht: 2002-2003, 2003-2004
- Supercoppa dei Paesi Bassi: 1

Utrecht: 2004